# Ilja Korotkow
Ilja Korotkow, ros. Илья Евгеньевич Коротков (ur. 6 grudnia 1983) – rosyjski lekkoatleta specjalizujący się w rzucie oszczepem.
Siódmy zawodnik olimpijskiego konkursu w Pekinie podczas Igrzysk XXIX Olimpiady. Uzyskał wówczas wynik 83,15 m. W 2009 zajął drugie miejsce w drużynowych mistrzostwach Europy. Złoty medalista mistrzostw Rosji. Rekord życiowy: 85,47 (25 lutego 2010, Adler).

## Osiągnięcia
| Rok  | Impreza                                 | Miejsce   | Lokata            | Wynik |
| ---- | --------------------------------------- | --------- | ----------------- | ----- |
| 2005 | Młodzieżowe mistrzostwa Europy          | Erfurt    | 9. miejsce        | 69,18 |
| 2007 | Uniwersjada                             | Bangkok   | el. – 6. miejsce  | 66,71 |
| 2008 | Igrzyska olimpijskie                    | Pekin     | 7. miejsce        | 83,15 |
| 2009 | Superliga drużynowych mistrzostw Europy | Leiria    | 2. miejsce        | 77,56 |
| 2009 | Mistrzostwa świata                      | Berlin    | el. – 38. miejsce | 71,59 |
| 2010 | Zimowy puchar Europy                    | Arles     | 1. miejsce        | 83,28 |
| 2010 | Superliga drużynowych mistrzostw Europy | Bergen    | 5. miejsce        | 77,56 |
| 2010 | Mistrzostwa Europy                      | Barcelona | el. – 21. miejsce | 72,04 |